# Pešter
La Meseta de Pešter (en serbio: Пештерска висораван) es una meseta kárstica en el suroeste del país europeo de Serbia, en la región de Raška o Sandžak. Se encuentra a una altitud de entre 900-1200 metros. El territorio de la meseta se encuentra principalmente en el municipio de Sjenica, con porciones pertenecientes a Novi Pazar y Tutin. El nombre de la región proviene de la palabra eslava «pešter», que es un término arcaico para "cueva".

## Geografía
La meseta constituye un campo grande (Peštersko polje), rodeado de las montañas de Jadovnik (1734 m), Zlatar (1627 m), Ozren (1680 m), Giljeva (1617 m), Javor (1520 m) y Golija (1833 m). Con un área de alrededor de 50 km², el Pešter es el campo más grande de Serbia, y el más elevado en los Balcanes. Los ríos Uvac, Vapa, Jablanica y Grabovica atraviesan esta meseta.
La meseta ha sido declarada sitio Ramsar el 19 de marzo de 2006.